# Citronelol
Citronelol, ou di-hidrogeraniol, é um monoterpeno acíclico natural. O (+)-citronelol, que é encontrado no óleo de citronela, incluindo o Cymbopogon nardus (50%), é o isômero mais comum.  O (−)-citronelol é encontrado em óleos de rosas (18-55%) e de gerânios.
É usado em perfumes e repelentes de insetos, e como um atraente acarino.

## Segurança
A FDA considera o citronelol como GRAS (Generally Recognized as Safe for food use). Deve ser evitado em pessoas com alergia a perfumes.